# Planigale tealei
Planigale tealei — вид сумчастих ссавців родини кволових. Описаний у 2023 році.

## Назва
Вид названий на честь австралійського зоолога Роя Тіла, який підтримував роботу Музею Західної Австралії протягом багатьох десятиліть і зібрав багато зразків, використаних для першого опису Planigale tealei і Planigale kendricki.

## Поширення
Ендемік Західної Австралії. Поширений у регіоні Пілбара, який має напівпосушливий або посушливий клімат і характеризується високими температурами з невеликою кількістю дощів і низькою вологістю.

## Опис
Тіло самців завдовжки 6,3 см і максимальною вагою 6,1 г. Самиці є дещо меншими з максимальною довжиною тіла 6 см і максимальною вагою 4,7 г. Довжина хвоста становить від 85 до 135% довжини голови та тулуба. На спині та у верхній частині боків хутро густе і дуже м'яке сіро-коричневого кольору з окремими чорними кінчиками волосків. Груди і живіт від кремового до сірого кольору; горло і внутрішні сторони передніх і задніх ніг кремового кольору. Шерсть на голові такого ж кольору, як і на спині, але коротша. Ніс безволосий, має чорну зернисту шкіру та глибоку борозну посередині. Вібриси відносно товсті. Верхній ряд вібрисів чорний, вібриси нижнього ряду прозорі. При розміщенні назад найдовші вібриси доходять до середини вушної раковини. Зверху лапи густо вкриті білою шерстю. За винятком великого пальця, всі пальці мають сильно вигнуті кігті. Хвіст довгий, тонкий і волохатіший, ніж у P. kendricki, так що лусочки шкіри ледь помітні крізь хутро.